# غرينتش وووليتش (دائرة انتخابية في المملكة المتحدة)
غرينتش وووليتش  (بالإنجليزية: Greenwich and Woolwich)‏ هي إحدى الدوائر الانتخابية في المملكة المتحدة الممثلة في مجلس العموم في برلمان المملكة المتحدة.
عضو البرلمان الذي يمثلها حالياً هو :Rt Hon Nick Raynsford (Lab).